# غذاء تقديري
الغذاء التقديري هو مصطلح مختص بلأغذية والمشروبات التي لا تمد الإنسان باحتياجاته الأساسية من عناصر غذائية ولكنها قد تضيف تنوعًا إلى النظام الغذائي للمرء.

## تعريفها
يصف المجلس الوطني الأسترالي للصحة والبحوث الطبية الغذاء التقديري بأغذية ومشروبات لا تمد الإنسان بالعناصر الغذائية التي يحتاجها ولكنها قد تضيف تنوعًا. ومع ذلك، فإن الكثير منها يحتوي على نسب عالية من الدهون المشبعة والسكريات والملح أو الكحول وبالتالي يتم وصفها بأنها طاقة شديدة. قد يمكن تناولها أحيانًا بكميات قليلة للأشخاص النشطين جسديًا ولكنها جزء غير ضروري من النظام الغذائي.